# Championnat d'Europe de football des moins de 17 ans 2014
Navigation
Euro 2013 Euro 2015
Le championnat d'Europe de football des moins de 17 ans 2014 est la treizième édition de la nouvelle formule du Championnat d'Europe de football des moins de 17 ans, compétition organisée par l'Union des associations européennes de football et rassemblant les huit meilleures nations européennes. Il se déroule 9 au 21 mai 2014 à Malte.
Il est le dernier championnat d'Europe des moins de 17 ans à confronter huit équipes lors de la phase finale. En effet, à partir de 2015 et du tournoi en Bulgarie, la compétition reviendra au format à seize équipes.
Les joueurs nés après le 1er janvier 1997 peuvent participer à cet Euro.

## Stades et villes sélectionnés
Pour ce championnat d'Europe de football des moins de 17 ans, Malte présente trois stades dont le plus grand du pays, le Ta' Qali Stadium d'Attard.
| \| Attard Paola Xewkija \| Localisation des stades maltais. |
| Attard Paola Xewkija                                        |

| Ville                 | Attard                         | Xewkija                   | Paola                          |
| --------------------- | ------------------------------ | ------------------------- | ------------------------------ |
| Nom du stade Capacité | Ta' Qali Stadium 17 797 places | Gozo Stadium 4 000 places | Hibernians Ground 3 000 places |
|                       |                                |                           |                                |

## Format
Le tournoi final du Championnat d'Europe de football des moins de 17 ans est précédé par deux tours qualificatifs, le tour de qualification et le tour élite. Durant ces deux tours, 52 puis 28 équipes nationales tentent de se qualifier pour rejoindre le pays organisateur, Malte.

## Équipes qualifiées pour le tournoi final
- Allemagne
- Angleterre
- Écosse
- Malte (pays organisateur)
- Pays-Bas
- Portugal
- Suisse
- Turquie

## Phase de groupes
Les matches ont lieu les 9, 12 et 15 mai.

### Groupe A
| Rang | Équipe     | Pts | J | G | N | P | Bp | Bc | Diff |  | Résultats (▼ dom., ► ext.) |     |     |     |     |
| ---- | ---------- | --- | - | - | - | - | -- | -- | ---- |  | -------------------------- | --- | --- | --- | --- |
| 1    | Pays-Bas   | 9   | 3 | 3 | 0 | 0 | 10 | 4  | +6   |  | Pays-Bas                   |     |     | 3-2 |     |
| 2    | Angleterre | 6   | 3 | 2 | 0 | 1 | 7  | 3  | +4   |  | Angleterre                 | 0-2 |     | 4-1 |     |
| 3    | Turquie    | 3   | 3 | 1 | 0 | 2 | 7  | 7  | 0    |  | Turquie                    |     |     |     | 4-0 |
| 4    | Malte      | 0   | 3 | 0 | 0 | 3 | 2  | 12 | -10  |  | Malte                      | 2-5 | 0-3 |     |     |

### Groupe B
| Rang | Équipe    | Pts | J | G | N | P | Bp | Bc | Diff |  | Résultats (▼ dom., ► ext.) |     |     |     |     |
| ---- | --------- | --- | - | - | - | - | -- | -- | ---- |  | -------------------------- | --- | --- | --- | --- |
| 1    | Portugal  | 9   | 3 | 3 | 0 | 0 | 4  | 0  | +4   |  | Portugal                   |     |     | 1-0 |     |
| 2    | Écosse    | 6   | 3 | 2 | 0 | 1 | 4  | 3  | +1   |  | Écosse                     | 0-2 |     |     |     |
| 3    | Allemagne | 1   | 3 | 0 | 1 | 2 | 1  | 3  | -2   |  | Allemagne                  |     | 0-1 |     | 1-1 |
| 4    | Suisse    | 1   | 3 | 0 | 1 | 2 | 2  | 5  | -3   |  | Suisse                     | 0-1 | 1-3 |     |     |

## Tableau final
|  | Demi-finales                      | Demi-finales                      |          |       | Finale                            | Finale                            |
|  | Demi-finales                      | Demi-finales                      |          |       | Finale                            | Finale                            |
|  |                                   |                                   |          |       |                                   |                                   |
|  | 18 mai, Ta' Qali Stadium (Attard) | 18 mai, Ta' Qali Stadium (Attard) |          |       | 21 mai, Ta' Qali Stadium (Attard) | 21 mai, Ta' Qali Stadium (Attard) |
|  | 18 mai, Ta' Qali Stadium (Attard) | 18 mai, Ta' Qali Stadium (Attard) |          |       | 21 mai, Ta' Qali Stadium (Attard) | 21 mai, Ta' Qali Stadium (Attard) |
|  | Pays-Bas                          | 5                                 |          |       | 21 mai, Ta' Qali Stadium (Attard) | 21 mai, Ta' Qali Stadium (Attard) |
|  | Pays-Bas                          | 5                                 |          |       | 21 mai, Ta' Qali Stadium (Attard) | 21 mai, Ta' Qali Stadium (Attard) |
|  | Écosse                            | 0                                 |          |       | 21 mai, Ta' Qali Stadium (Attard) | 21 mai, Ta' Qali Stadium (Attard) |
|  | Écosse                            | 0                                 | Pays-Bas | 1 (1) |                                   |                                   |
|  | 18 mai, Ta' Qali Stadium (Attard) |                                   | Pays-Bas | 1 (1) |                                   |                                   |
|  |                                   | Angleterre                        | 1 (4)tab |       |                                   |                                   |
|  | Portugal                          | Angleterre                        | 1 (4)tab | 0     |                                   |                                   |
|  | Portugal                          |                                   |          | 0     |                                   |                                   |
|  | Angleterre                        | 2                                 |          |       |                                   |                                   |
|  | Angleterre                        | 2                                 |          |       |                                   |                                   |

### Demi-finales
| Dimanche 18 mai 2014 | Portugal | 0 – 2   | Angleterre                | Ta' Qali Stadium, Attard     |                              |
| 17 h 45 (HEC)        |          | (0 – 0) | Solanke 52e · Roberts 74e | Arbitrage : Alexander Harkam | Arbitrage : Alexander Harkam |
| 17 h 45 (HEC)        | Rapport  |         |                           | Arbitrage : Alexander Harkam | Arbitrage : Alexander Harkam |

| Dimanche 18 mai 2014 | Pays-Bas                                                                         | 5 – 0   | Écosse | Ta' Qali Stadium, Attard    |                             |
| 20 h 45 (HEC)        | Verdonk 35e (pen.) · Nouri 38e · Bergwijn 57e · Owobowale 59e · van der Moot 73e | (2 – 0) |        | Arbitrage : Jonathan Lardot | Arbitrage : Jonathan Lardot |
| 20 h 45 (HEC)        | Rapport                                                                          |         |        | Arbitrage : Jonathan Lardot | Arbitrage : Jonathan Lardot |

### Finale
| Mercredi 21 mai 2014 | Pays-Bas                           | 1 – 1             | Angleterre                          | Ta' Qali Stadium, Attard   |                            |
| 19 h (HEC)           | Schuurman 40e                      | (1 – 1)           | Solanke 25e                         | Arbitrage : Andreas Ekberg | Arbitrage : Andreas Ekberg |
| 19 h (HEC)           | Rapport                            |                   |                                     | Arbitrage : Andreas Ekberg | Arbitrage : Andreas Ekberg |
| 19 h (HEC)           | van der Moot · Schuurman · Verdonk | Tirs au but 1 – 4 | Ledson · Taf. Moore · Cooke · Kenny | Arbitrage : Andreas Ekberg | Arbitrage : Andreas Ekberg |

## Statistiques

### Buteurs
3 buts
- Jari Schuurman
- Fatih Aktay

2 buts
| - Adam Armstrong - Patrick Roberts - Dominic Solanke | - Steven Bergwijn - Calvin Verdonk | - Luís Mata - Enes Ünal |

1 but
| - Benjamin Henrichs - Jonjoe Kenny - Ryan Hardie - Jake Sheppard - Craig Wighton - Scott Wright | - Aidan Friggieri - Joseph Mbong - Abdelhak Nouri - Bilal Ould-Chikh - Dani van der Moot | - Pedro Rodrigues - Renato Sanches - Boris Babic - Dimitri Oberlin - Hayrullah Alici |